# جامعة ليون
جامعة ليون (بالفرنسية: Université de Lyon)‏ هي جامعة فرنسية مقرها في مدينة ليون الفرنسية، وهي مركز للتعليم العالي والبحث العلمي، تتكون من 16 كلية ومعهداً للتعليم العالي، والأفرع الثلاثة الرئيسية لجامعة ليون هي:
- جامعة كلود برنار في ليون: وتهتم بدراسة العلوم والصحة، ويدرس بها حوالي 27 ألف طالب.
- جامعة لوميير في ليون: وتهتم بدراسة العلوم الاجتماعية، وتضم حوالي 30 ألف طالب.
- جامعة جان مولان في ليون: وتهتم بالإنسانيات والقانون، ويدرس بها حوالي 20 ألف طالب.

## أفرع الجامعة
أفرع الجامعة فهي:
- مدرسة المعلمين العليا في ليون
- المدرسة المركزية في ليون (لدراسة الهندسة)
- المعهد الوطني للعلوم التطبيقية (بالفرنسية: Institut National des Sciences Appliquées de Lyon; INSA)‏ في ليون
- معهد إدارة المشروعات (بالفرنسية: Institut d'Administration des Entreprises de Lyon)‏ في ليون
- المدرسة الوطنية العليا للمعلوماتية وعلوم المكتبات
- المدرسة البيطرية (بالفرنسية: École Vétérinaire)‏ في ليون
- الجامعة الكاثوليكية في ليون
- المدرسة العليا للتجارة والإدارة التابعة للمدرسة العليا للتنمية الاقتصادية والاجتماعية
- مدرسة الإدارة في ليون
- المعهد الوطني للبحوث التربوية
- معهد البولينكنيك في ليون
- معهد الدراسات السياسية في ليون
- المعهد الجامعي لإعداد المعلمين
- المدرسة الوطنية لأشغال الدولة العامة

## وصلات خارجية
- موقع جامعة ليون على الشبكة العالمية للمعلومات